# أحفاد عبد العزيز آل سعود
أحفاد ابن سعود. كان عبد العزيز آل سعود، مؤسس السعودية وأول ملك لها، صغيراً للغاية عندما تزوج لأول مرة. ومع ذلك توفيت زوجته بعد وقت قصير من زواجهما. تزوج ابن سعود في الثامنة عشر من عمره وكان طفله البكر تركي. كان لديه 45 ابنًا، 36 منهم نجوا حتى بلوغهم سن الرزق وأنجبوا أطفالهم. كان لديه أيضا العديد من البنات. ويعتقد أنه تزوَّج 22 مرة.

## الزوجات وأطفالهم
هذه هي قائمة الجيل الأول من نسل الملك عبد العزيز (ابن سعود)، ويبلغ عددهم 72 ابناً، مُرتّبين بحسب أمهاتهم من زوجاته المتعددات. شغل العديد من أبناء ابن سعود في مناصب قيادية بارزة في المملكة العربية السعودية بما في ذلك جميع ملوك المملكة منذ وفاته. وُيشار إلى من تولّى الملك منهم بالخط العريض.

### شريفة بنت صقر الفجري
زوجة ابن سعود الأولى. كانت من بني خالد وتزوجت من ابن سعود عام 1894، لكنها توفيت بعد ستة أشهر.

### وضحى بنت محمد الحسين العريعر
ابنة محمد وعبطة سرداح، كانت تنتمي إلى قبيلة بني خالد، التي حكمت شرق الجزيرة العربية لفترة طويلة، وكانت أقوى قبائل المنطقة في أواخر القرن الثامن عشر. وتشير بعض الروايات إلى أنها من قبيلة قحطان. تزوجت وضحى من عبد العزيز في الكويت عام 1896، وأنجبت منه ما لا يقل عن خمسة أبناء: الأمير تركي، الملك سعود، الأمير خالد، الأمير عبد الله، والأميرة منيرة.
أبناءها هم:
| الإسم                            | فترة الحياة                    | ملاحظات |
| -------------------------------- | ------------------------------ | --- |
| تركي الأول بن عبد العزيز آل سعود | 1900–1919                      | وريث اسمي بالرياض ونجد. تُوفي في سنٍ مبكرة بسبب وباء الإنفلونزا الإسبانية |
| سعود بن عبد العزيز آل سعود       | 12 يناير 1902 - 23 فبراير 1969 | ولي العهد من عام 1932؛ الملك (1953-1964) |
| خالد (خالد الأول)                | 1902-1909                      | |
| منيرة                            |                                | تزوجت فهد، ابن عمها الشقيق لوالدها سعد العبد الرحمن، كما أن والدته كانت زوجة أبيها. كما تزوجت خالد بن محمد بن عبد الرحمن العبد الرحمن، ثم تزوجت لاحقًا من خالد بن محمد بن عبد الرحمن آل عبد الرحمن، وهو أيضًا ابن عمها، ووالدته سارة بنت عبد الله آل الشيخ، شقيقة زوجة أبيها. تُوفي خالد في عام 1972 |
| نورا                             |                                | |
| عبد الله                         |                                | |

من بينهم، تُوفي الأمير خالد والأمير عبد الله في سنٍ مبكرة.
تزوجت حصة، شقيقة وضحى، أولاً من حاكم الكويت مبارك الصباح، ثم بعد طلاقها منه تزوجت أيضًا من الملك عبد العزيز. شهدت وضحى خلال حياتها وفاة أبنائها الخمسة، وتوفيت في الرياض في 4 مايو 1969، بعد وقت قصير من وفاة الملك سعود في أثينا.

### سارة بنت عبد الله بن فيصل
في حوالي عام 1900 تزوجت سارة من ابن سعود، لكنها لم تنجب منه أبناء. تزوجت لاحقًا من تركي بن عبد الله آل سعود، والذي يعتبر مؤسس الدولة السعودية الثانية ومن مواليد الدرعية عام 1183هـ/1769م، ومن ثم عبد العزيز بن مساعد بن جلوي آل سعود، كانت والدتها عمة زوجة ابن سعود الأولى.

### طرفه بنت عبد الله الشيخ
طرفه تنتمي إلى عشيرة الشيخ. كان والدها عبد الله بن عبد اللطيف. تزوجت من ابن سعود عام 1902، وأنجبت معه خمسة أطفال على الأقل.
| الإسم                      | فترة الحياة                           | ملاحظات |
| -------------------------- | ------------------------------------- | --- |
| خالد (خالد الثاني)         | 1903- 1904                            | وريث اسمي بالرياض ونجد                                                                                       |
| فيصل بن عبد العزيز آل سعود | (أبريل 1906 - 25 مارس 1975)           | كان رئيس الوزراء ووصي العرش قبل إيداع شقيقه؛ الملك (1964-1975)؛ قتل.                                         |
| سعد (الأول)                | (1914-1919)                           | يذكر روبرت لاسي في كتابه المملكة أن الأميرة حسا قد ولدت بالفعل سعد. (الصفحتان 174 و 526) كما قالت مصادر أخرى |
| عنود                       | (مواليد 1917، تاريخ الوفاة غير معروف) | |
| نورا                       | (1903–1938)                           | تزوجت من ابن عمها نصف خالد، ابن عمها نصف الأب محمد العبد الرحمن.                                             |

### لؤلؤة بنت الدخيل
كان لابن سعود ولؤلؤة طفل واحد على الأقل.
| الإسم   | فترة الحياة | ملاحظات |
| ------- | ----------- | ------- |
| فهد (1) | 1906-1916   |         |

### الجوهرة بنت مساعد الجيلوي
كان لابن سعود والجوهرة ثلاثة أطفال على الأقل.
| الإسم                               | فترة الحياة                      | ملاحظات |
| ----------------------------------- | -------------------------------- | --- |
| محمد بن عبد العزيز آل سعود          | (1910–1988)                      | لُقّب بأبو شرَّين، وقد تولّى العديد من الوزارات في عهد والده وأخيه الأكبر سعود. كان لفترة وجيزة ولي العهد رسميًا (من الناحية القانونية)، قبل أن يتنازل عن المنصب لأخيه الشقيق خالد. |
| خالد بن عبد العزيز آل سعود (الثالث) | (13 فبراير 1913 - 13 يونيو 1982) | ولي العهد 1965-1975؛ الملك 1975-1982 |
| العنود                              |                                  | |

### لجعة بنت خالد بن حثلين
لدى ابن سعود ولجعه ابنة واحدة تسمى سارة، وُلدت الأميرة سارة في العاصمة الرياض بالمملكة العربية السعودية.
| الإسم                      | فترة الحياة         | ملاحظات |
| -------------------------- | ------------------- | ------- |
| سارة بنت عبدالعزيز آل سعود | (1916 - يونيو 2002) |         |

### بزة (1)
كان لابن سعود وبزة الأولى طفل واحد على الأقل.
| الإسم                      | فترة الحياة | ملاحظات |
| -------------------------- | ----------- | ------- |
| ناصر بن عبد العزيز آل سعود | (1911-1984) |         |

### جوهرة بنت سعد بن عبد المحسن السديري
جوهرة بنت سعد السديري جوهرة بنت سعد كانت شقيقة هيا بنت سعد التي كانت أيضًا زوجة للملك عبد العزيز والدة الأمير بدر والأمير الراحل عبد المجيد والأمير عبد الإله.
| الإسم                            | فترة الحياة | ملاحظات                                                |
| -------------------------------- | ----------- | ------------------------------------------------------ |
| سعد (2)                          | 1903- 1904  | تجاوز العرش، مُنح رئاسة مجلس العائلة المالكة في آل سعود |
| مساعد بن عبد العزيز آل سعود      | (1923–2013) |                                                        |
| عبد المحسن بن عبد العزيز آل سعود | (1925–1985) |                                                        |
| البندري بنت عبد العزيز آل سعود   | (1928-2008) |                                                        |

### حصة السديري
كان عمرها 1900-1969. كان لابن سعود وحصة 7 أبناء، منهم ثلاثة ملوك و 4 بنات.
1. فهد بن عبد العزيز آل سعود (1921 - 1 أغسطس 2005)؛ ملكًا للملكة (1982-2005)
2. سلطان بن عبد العزيز آل سعود؛ ولي العهد (2005-2011)
3. لولوة (حوالي 1928-2008)[21]
4. عبد الرحمن (1931–2017)؛ نائب وزير الدفاع والطيران (1978-2011)، تم إزالته من الخلافة.
5. نايف (1933–2012)؛ ولي العهد (27 أكتوبر 2011 - 16 يونيو 2012)
6. تركي (الثاني) (1934–2016)؛ نائب وزير الدفاع (1969-1978)، تم إزالته من الخلافة.
7. سلمان (مواليد 31 ديسمبر 1935)، ملك (2015 إلى الوقت الحاضر)
8. أحمد (مواليد 1942)؛ نائب وزير الداخلية (1975-2012) لفترة وجيزة وزيرًا للداخلية في عام 2012، تم إزالته من الخلافة.
9. جواهر
10. لطيفة
11. الجوهرة
12. موضي (ماتت شابة)
13. فلوة (ماتت شابة)

### شهيدة
شهيدة (توفيت عام 1938) امرأة أرمنية كانت زوجة الملك عبد العزيز المفضلة. كان لابن سعود وشهيدة ثلاثة أطفال على الأقل.
1. منصور (1921 - 2 مايو 1951)؛ وزير الدفاع، توفي بفشلٍ كلوي في باريس.[24]
2. مشعل (1926 - 3 مايو 2017)؛ وزير الدفاع ورئيس هيئه البيعة حتى وفاته
3. قماش (1927 - سبتمبر 2011)، (متوفاة في العام 1431 هـ) زوجة الأمير فيصل بن سعود بن عبد الرحمن بن فيصل آل سعود. ولهما من الأبناء الأمراء بندر وخالد (متوفى) ومشاعل ونوف ومنصور (متوفى).
4. متعب بن عبد العزيز آل سعود (1931-2019)؛ وزير الشؤون البلدية والقروية (1980 إلى 2009)

### فهدة بنت العاصي الشريم
1. عبد الله (1 أغسطس 1924 - 23 يناير 2015)؛ كان ملكًا (2005-2015).
2. نوف.
3. صيتة (حوالي 1930 - 13 أبريل 2011)؛ بدأ مجلس الأميرات

### بزة (2)
توفيت بزة عام 1940 وكانت من أصول سورية أو مغربية. وكان لها ثلاثة أبناء.
1. بندر (1923–2019) الابن العاشر من أبناء الملك عبد العزيز آل سعود الذكور.
2. فواز (1934-2008) هو الابن الرابع والعشرين من أبناء الملك عبد العزيز الذكور.

### هيا بنت سعد السديري
الزوجة الثانية من تلك العشيرة. كان عمرها (1913 - 18 أبريل 2003).
1. بدر (الأول) (1931-1932)[بحاجة لمصدر]
2. بدر (الثاني) (1933 - 1 أبريل 2013)، نائب رئيس الحرس الوطني السعودي بمرتبة وزير سابقاً. هو الابن العشرون من أبناء الملك عبد العزيز آل سعود من الأميرة هيا بنت سعد السديري. وهو أحد الأمراء الذين شكلوا حركة الأمراء الأحرار.
3. حصة (1951 - يوليو 2000)[بحاجة لمصدر]
4. عبد الإله (مواليد 1939)
5. عبد المجيد (1943-2007)
6. نورة (الثانية) (مواليد 1930)
7. مشاعل
8. فهدة (توفيت صغيرة)

### بشرى
| الإسم                       | فترة الحياة         | ملاحظات                                                                                               |
| --------------------------- | ------------------- | --- |
| مشاري بن عبد العزيز آل سعود | (1916 - يونيو 2002) | هو من أوائل الطيارين السعوديين. كان أحد أعضاء حركة الأمراء الأحرار. لم يشغل أي منصب سياسي طوال حياته. |

### موضي
1. سلطانة (حوالي 1928 - 7 يوليو 2008)[29]
2. هيا (من 1929 إلى 2 نوفمبر 2009)[30]
3. ماجد (الثاني) (9 أكتوبر 1938 - 12 أبريل 2003)
4. سطام (21 يناير 1941 - 12 فبراير 2013)

### نوف بنت الشعلان
نوف هي ابنة نواف. تزوجت في نوفمبر 1935.
1. ثامر (1937 - 27 يونيو 1959)، الابن السابع والعشرين من أبناء الملك عبد العزيز الذكور من زوجته نوف بنت نواف النوري الشعلان.[31] وهو ثالث المتوفين من أولاد الملك عبدالعزيز، وذلك إثر حادث مروري في سان فرانسيسكو.
2. ممدوح (مواليد 1941)، الابن الحادي والثلاثون من أبناء الملك عبد العزيز [32][33]
3. مشهور (مواليد 1942)، الابن الرابع والثلاثين من أبناء الملك عبد العزيز الذكور .

### سعيدة الثوعي
كانت سعيدة الثوعي، من محايل عسير. أنجبت له ولدًا وبنت.
- هذلول بن عبد العزيز آل سعود (1942 - 29 سبتمبر 2012)، رئيس نادي الهلال السعودي السابق.[34] هو الابن الثاني والثلاثين من أبناء الملك عبد العزيز الذكور.
- عبطاء، تزوجت من الأمير عبدالعزيز بن تركي بن عبدالعزيز بن عبدالله بن تركي بن عبدالله آل سعود.

### بركة بنت عامر العسيري
مقرن (مواليد 15 سبتمبر 1945)؛ ولي العهد (23 يناير 2015 - 29 أبريل 2015)، ونائب رئيس مجلس الوزراء الأسبق في السعودية. هو الابن الخامس والثلاثون من أبناء الملك عبد العزيز الذكور، وأصغر أبنائه الأحياء. وليس له أخوة أشقاء.

### فطيمة بنت عبيد بن وحيد
1. حمود (1947 - فبراير 1994).[36]

### موضي بنت عبد الله المنديل الخالدي
موضي من قبيلة بني خالد
1. شيخة (مواليد 1922).

### علياء فاكر
1. ماجد (الأول) (1939-1940)[بحاجة لمصدر]
2. عبد السلام (1941-1942) [بحاجة لمصدر]
3. جلوي (الأول) (1942-1944)[بحاجة لمصدر]
4. جلوي (الثاني) (1952-1952)؛ الابن الاصغر لابن سعود لكنه مات وهو رضيع.[بحاجة لمصدر]

### خضرة
لا ذرية معروفة.

## الأحفاد
نظرًا للتقاليد الإسلامية المتمثلة في تعدد الزوجات والطلاق، فإن للملك عبد العزيز حوالي ألف حفيد. فيما يلي قائمة مختارة من الأحفاد البارزين في سطر الذكور. سيكونون في خط الخلافة على العرش السعودي.

### أحفاد من طرف الأب
- بندر بن خالد  –  الابن البكر للملك خالد
- عبد الله بن خالد (مواليد 1935)  –  رئيس مؤسسة الملك خالد. [بحاجة لمصدر]
- فهد بن محمد –  والد مشاعل بنت فهد بن محمد آل سعود
- بدر بن محمد  –  عضو مجلس البيعة [بحاجة لمصدر]
- خالد الفيصل (من مواليد 1940)  –  الشاعر، محافظ منطقة مكة المكرمة والعضو المنتدب لـ مؤسسة الملك فيصل. وزير التعليم بين ديسمبر 2013 ويناير 2015.
- مشعل بن سعود (مواليد 1940) - أمير منطقة نجران حتى عام 2008.
- فيصل بن بندر (مواليد 1943)  –  أمير منطقة القصيم سابقاً؛ أمير منطقة الرياض.
- عبد العزيز بن بندر نائب رئيس رئاسة الإستخبارات العامة. [بحاجة لمصدر]
- محمد بن سعد (مواليد 1944)  – النائب السابق لأمير منطقة الرياض.
- عبد العزيز بن سعد  –  أمير منطقة حائل.[39]
- تركي الفيصل (مواليد 1945)  –  رئيس الإستخبارات العامة من 1977 إلى 2001. سفير سابق لدى الولايات المتحدة حتى ديسمبر 2006. عضو مجلس أمناء مؤسسة الملك فيصل.
- سعود بن عبد المحسن (من مواليد 1947)  –  أمير منطقة حائل حتى عام 2017.
- تركي بن ناصر (مواليد 1948)  –  الرئيس السابق للأرصاد والبيئة.
- محمد بن ناصر  – أمير منطقة جازان.
- فهد بن بدر  –  أمير منطقة الجوف.
- منصور بن ناصر –  مستشار الملك عبد الله. [بحاجة لمصدر]
- خالد بن سلطان (مواليد 1949) – نائب وزير الدفاع من نوفمبر 2011 إلى 20 أبريل 2013.[40]
- بندر بن سلطان (من مواليد 1949)  –  سفير سابق في الولايات المتحدة لفترة طويلة؛ الأمين العام لـ مجلس الأمن الوطني من أكتوبر 2005 إلى يناير 2015 ورئيس الاستخبارات العامة من 19 يوليو 2012 إلى 2014.
- محمد بن فهد (ولد في يناير 1950)  –  أمير المنطقة الشرقية السابق (1987 - 13 يناير 2013).
- خالد بن عبد الله بن عبد العزيز آل سعود (مواليد 1950)  –  عضو في هيئة البيعة السعودية.
- سعود بن فهد (ولد في 8 أكتوبر 1950)  –  نائب رئيس الاستخبارات العامة السابق.
- فهد بن سلطان (من مواليد 1950)  –  أمير منطقة تبوك.
- سلطان بن فهد (مواليد 1951)  –  الرئيس السابق لرعاية الشباب
- خالد بن بندر (مواليد 1951)  –  أمير منطقة الرياض السابق.
- فيصل بن سلطان (مواليد 1951)  –  أمين عام مؤسسة سلطان بن عبد العزيز آل سعود. [بحاجة لمصدر]
- طلال بن منصور (مواليد 1951)  –  عضو هيئة البيعة. [بحاجة لمصدر]
- منصور بن بندر - قائد قاعدة الملك عبد الله الجوية بالقطاع الغربي سابقاً.[41][42]
- منصور بن متعب (مواليد 1952)  –  وزير الشؤون البلدية والقروية السابق ووزير الدولة.
- متعب بن عبد الله (مواليد 1952) - رئيس الحرس الوطني (2010-2013) ووزير الحرس الوطني من مايو 2013 إلى نوفمبر 2017.
- محمد بن نواف (مواليد 1953) - سفير المملكة العربية السعودية لدى لندن سابقاً (2005-2018) ومستشار خادم الحرمين الشريفين.
- فيصل بن خالد (مواليد 1954) - أمير منطقة عسير سابقاً مستشار خادم الحرمين الشريفين ورئيس مجلس أمناء مؤسسة الملك خالد الخيرية.
- فهد بن خالد بن عبد العزيز آل سعود
- مشاري بن سعود (مواليد 1954) - أمير منطقة الباحة منذ عام 2010.
- الوليد بن طلال (مواليد 1955) - مستثمر
- سعود بن نايف (مواليد 1956) - أمير المنطقة الشرقية؛ الرئيس السابق لديوان ولي العهد (2011 - 13 يناير 2013)، والسفير السعودي السابق في إسبانيا ونائب أمير المنطقة الشرقية سابقاً.
- سلطان بن سلمان (مواليد 1956) - رائد فضاء سابق (1985) رئيس الهيئة العامة للسياحة والتراث الوطني حتى 27 ديسمبر 2018، رئيس مجلس إدارة الهيئة السعودية للفضاء منذ تأسيسها وحتى 2 مايو 2021، ومستشار خاص لخادم الحرمين الشريفين بمرتبة وزير منذ 2 مايو 2021، ورئيس مجلس أمناء مؤسسة الملك سلمان غير الربحية.[43]
- مشعل بن ماجد (مواليد 1957) - محافظ جدة.
- خالد بن تركي (مواليد 1957).
- عبد العزيز بن ماجد - أمير منطقة المدينة المنورة 2005-2013.
- خالد بن فهد (مواليد 1958).
- محمد بن نايف (مواليد 1959) - وزير الداخلية من 5 نوفمبر 2012، وولي العهد من 29 أبريل 2015، حتى يونيو 2017.
- فهد بن تركي (مواليد 1959) قائد القوات البرية الملكية السعودية من أبريل 2017،[44] قائدا القوات المشتركة من فبراير 2018.[45]
- عبد العزيز بن سلمان (مواليد 1960) - وزير الطاقة (منذ عام 2019).
- حسام بن سعود بن عبد العزيز آل سعود (مواليد 1960) - رئيس مجلس إدارة شركة زين للاتصالات
- فيصل بن ثامر - عضو مجلس البيعة، الذي توفي والده قبل عام 1960.
- سلطان بن سعود - الرئيس السابق للنصر
- خالد بن طلال (مواليد 1962) - رجل أعمال.
- عبد العزيز بن عبد الله (مواليد 1963) - نائب وزير الخارجية السابق.
- عبد العزيز بن أحمد آل سعود (مواليد 1963) - رجل أعمال
- نايف بن أحمد - عقيد في القوات المسلحة السعودية.
- بندر بن مساعد - عضو هيئة البيعة.
- عبد الله بن مساعد بن عبد العزيز آل سعود (مواليد 1965) - الرئيس السابق لفريق الهلال
- عبد العزيز بن عبد الإله (مواليد 1965) - صاحب مصلحة.
- فيصل بن تركي الثاني (مواليد 1965) - مستشار بوزارة الطاقة.
- عبدالرحمن بن مساعد (مواليد 1967) - الرئيس السابق لفريق الهلال.
- تركي بن طلال بن عبد العزيز آل سعود (مواليد 1968) - طيار، أمير منطقة عسير.
- سلطان بن تركي الثاني بن عبد العزيز آل سعود (مواليد 1968).
- فيصل بن سلمان (مواليد 1970) - أمير منطقة المدينة المنورة.
- فهد بن مقرن - الزعيم المدني السعودي،[46] ورجل الأعمال.[47][48][49][50]
- مشعل بن عبد الله آل سعود - أمير منطقة نجران (2009-2013)؛ أمير منطقة مكة المكرمة (ديسمبر 2013 - يناير 2015).
- تركي بن عبد الله آل سعود (مواليد 1971) - أمير منطقة الرياض السابق.
- نايف بن ممدوح بن عبد العزيز آل سعود (مواليد 1971) - مخترع
- فيصل بن عبدالله - رئيس جمعية الهلال الأحمر السعودي السابق.
- عبد العزيز بن فهد (مواليد 1973) - وزير الدولة السابق.[51]
- تركي بن مقرن (مواليد 1973) - رجل أعمال.[52]
- سلمان بن سلطان (مواليد 1976) - نائب وزير الدفاع السابق.[53]

- عبد العزيز بن نواف (مواليد 1979) - عضو مجلس البيعة.
- عبد العزيز بن طلال بن عبد العزيز آل سعود (مواليد 1982) - رجل أعمال
- محمد بن سلمان (مواليد 1985) - رئيس مجلس الوزراء منذ سبتمبر 2022 وولي العهد منذ يونيو 2017.
- سعود بن سلمان (مواليد 1986)
- عبد الله بن بندر بن عبد العزيز آل سعود (مواليد 1986) - وزير الحرس الوطني
- تركي بن سلمان (مواليد 1987) - الرئيس السابق للمجموعة السعودية للأبحاث والتسويق.
- عبد الله بن سعد (مواليد 1987) - شاعر
- خالد بن سلمان (مواليد 1988) - السفير السابق في واشنطن، وزير الدفاع منذ سبتمبر 2022
- محمد بن مشاري - عضو مجلس البيعة.
- فيصل بن عبد المجيد - عضو مجلس البيعة.
- سلطان بن عبد الله (مواليد 1995)
- بدر بن عبد الله بن عبد العزيز آل سعود (مواليد 2003) - الابن الأصغر للملك عبد الله.
- راكان بن سلمان بن عبد العزيز آل سعود - الابن الأصغر للملك سلمان.[54]

### المتوفون
- فيصل بن تركي الأول بن عبد العزيز آل سعود (1918-1968)  –  وزير الداخلية
- عبد الله بن فيصل آل سعود (1921-2007)  –  وزير الداخلية ووزير الصحة
- فهد بن سعود (1923-2006)  –  وزير الدفاع.
- بندر بن سعود بن عبد العزيز آل سعود (1926–2016)  –  مستشار
- بدر بن سعود بن عبد العزيز آل سعود (1934-2004)  –  حاكم الرياض
- محمد بن سعود (1934–2012)  –  حاكم محافظة الباحة ووزير الدفاع.
- محمد بن فيصل (1937–2017)  –  نائب وزير الزراعة. مؤسس ورئيس مجلس إدارة دار المال الإسلامي ومجموعة بنك فيصل الإسلامي؛ عضو مجلس الأمناء لـ مؤسسة الملك فيصل. الابن الأكبر لعفت بنت محمد بن سعود الثنيان آل سعود.
- سعود الفيصل (1940–2015)  –  وزير الخارجية.
- خالد بن مساعد  –  قُتل أثناء احتجاجه على عرض التلفزيون [بحاجة لمصدر]
- فيصل بن مساعد (1944-1975)  –  قاتل الملك فيصل
- فيصل بن فهد (1945-1999)  –  رئيس رعاية الشباب
- عبد الرحمن بن سعود آل سعود (1946-2004)  –  رئيس النصر
- مشهور بن سعود بن عبد العزيز آل سعود (1954-2004)
- فهد بن سلمان بن عبد العزيز آل سعود (1955-2001)  –  رجل أعمال
- أحمد بن سلمان بن عبد العزيز آل سعود (1958-2002)  –  مدير تنفيذي للإعلام
- تركي بن سلطان (1959-2012)  –  نائب وزير الثقافة والإعلام
- منصور بن مقرن (1974–2017)  –  مستشار لولي العهد 2015-2017.[55]
- سعد بن فيصل بن عبد العزيز آل سعود (10 أبريل 2017-؟؟؟).[56]

### الحفيدات
- لولوة بنت فيصل آل سعود (مواليد 1948) - ناشط، متزوج سابقًا من سعود بن عبد المحسن آل سعود
- سارة بنت فيصل آل سعود - عضو في الجمعية الاستشارية للمملكة العربية السعودية؛ متزوج من محمد بن سعود آل سعود
- هيفاء بنت فيصل (مواليد 1950) - متزوج بندر بن سلطان
- فهدة بنت سعود (من مواليد 1953) - رئيسة جمعية الفيصلية الخيرية النسائية
- موضي بنت خالد آل سعود - عضو في الجمعية الاستشارية للمملكة العربية السعودية، متزوج من عبد الرحمن بن فيصل بن عبد العزيز آل سعود، ابن الملك فيصل
- عادلة بنت عبد الله آل سعود - داعية لحقوق المرأة
- بسمة بنت سعود (مواليد 1964) - سيدة أعمال
- سورا بنت سعود آل سعود - رجل أعمال
- سارة بنت طلال بن عبد العزيز آل سعود (مواليد 1973)
- حصة بنت سلمان آل سعود (مواليد 1974)
- سحاب بنت عبد الله (مواليد 1993) - زوجة سابقة لـ خالد بن حمد آل خليفة.[57]

## الأبناء الأحفاد

### أبناء أحفاد ابن سعود من طرف الأب
- تركي بن فيصل بن تركي الأول (1943-2009) - عضو سابق في هيئة البيعة.
- عبد الله بن فيصل بن تركي (1945–2019) - عضو في مجلس البيعة، خلفا للأخيه الراحل تركي بن فيصل.[58]
- فيصل بن محمد بن سعود (مواليد 1951)  –  نائب أمير منطقة الباحة سابقاً.
- فيصل بن مشعل بن سعود(مواليد 1959)  –  أمير منطقة القصيم.
- عمرو بن محمد الفيصل - رجل أعمال.
- بندر بن خالد الفيصل (مواليد 1965) - مستشار في الديوان الملكي ورئيس مجلس إدارة الهيئة العليا للفروسية، ومجلس إدارة نادي سباقات الخيل.
- سلطان بن خالد الفيصل - ضابط بحري.
- تركي بن محمد بن ناصر بن عبد العزيز آل سعود (مواليد 1969)  –  مدير الشؤون الدولية بوزارة الصناعة والكهرباء.
- سعود بن خالد آل سعود  –  نائب أمير منطقة المدينة المنورة منذ 23 أبريل 2017، وكيل محافظ الهيئة العامة للاستثمار لشؤون الاستثمار سابقاً.
- فيصل بن تركي بن ناصر (مواليد 1973) - رئيس النصر.
- فيصل بن خالد بن سلطان (من مواليد 1973) - أمير منطقة الحدود الشمالية.[59]
- سطام بن خالد بن ناصر
- فيصل بن تركي الفيصل (مواليد 1975)  –  مدير مشروع إدراك
- سعود بن عبد العزيز بن ناصر (مواليد 1977)  –  قاتل مدان.
- نواف بن فيصل بن فهد (مواليد 1978)  –  الرئيس السابق لرعاية الشباب وعضو سابق في اللجنة الأولمبية الدولية
- خالد بن الوليد بن طلال (من مواليد 1978)  –  مستثمر
- تركي بن محمد بن فهد (مواليد 1979)  –  وزير الدولة عضو مجلس الوزراء ومستشار بالديوان الملكي، رئيس مجلس إدارة شركة تعليم للخدمات التعليمية.
- عبد العزيز بن سعود بن نايف (مواليد 1983)  –  وزير الداخلية منذ يونيو 2017.
- محمد بن سعود بن نايف - متسابق الخيول.
- عبد العزيز بن تركي الفيصل (مواليد 1983) - وزير الرياضة
- عبد الله بن متعب بن عبدالله (مواليد 1984) - رياضي أولمبي
- خالد بن بندر بن سلطان - رجل أعمال، سفير السعودية في المملكة المتحدة والسفير السابق في ألمانيا.
- فيصل بن عبدالرحمن بن سعود - الرئيس السابق للنصر
- ممدوح بن عبدالرحمن بن سعود - الرئيس السابق للنصر
- أحمد بن فهد بن سلمان (مواليد 1986) - نائب أمير المنطقة الشرقية.
- عبد العزيز بن تركي بن طلال (مواليد 1986) - مستثمر
- محمد بن فيصل بن بندر - رجل أعمال، ضابط متقاعد من القوات الجوية.
- سلطان بن فهد بن ناصر - زوج دينا الجهني.[60]
- عبد العزيز بن فهد بن تركي - نائب أمير منطقة الجوف السابق.[61]

### ابنة الحفيد
- مشاعل بنت فهد بن محمد (1958-1977)
- ريم بنت محمد الفيصل - مصورة.
- ريما بنت بندر بن سلطان - سفيرة السعودية في واشنطن منذ فبراير 2019.